# Bactrocera invisitata
Bactrocera invisitata
 es una especie de díptero que Drew describió por primera vez en 1989. Bactrocera invisitata pertenece al género Bactrocera de la familia Tephritidae. 